# Rubus thelybatos
Rubus thelybatos är en rosväxtart som beskrevs av Wilhelm Olbers Focke. Rubus thelybatos ingår i släktet rubusar, och familjen rosväxter. Inga underarter finns listade i Catalogue of Life.